# Élections législatives cambodgiennes de 2018
Les élections législatives cambodgiennes de 2018 se déroulent le 29 juillet 2018 afin de renouveler les 125 membres de l'Assemblée nationale du Cambodge. 
Le Parti du peuple cambodgien, après avoir fait interdire les principaux partis d'opposition, se présente contre une myriade de petits partis lui étant favorables, et remporte sans surprise le scrutin en décrochant la totalité des sièges.

## Contexte
Le Cambodge vit en 2018 sous un régime autoritaire. Le Parti du sauvetage national du Cambodge, le principal parti d'opposition, a été interdit fin 2017. Kem Sokha, chef de l'opposition parlementaire, a été arrêté et inculpé de complot contre le régime avec l'aide des États-Unis en septembre 2017. Sam Rainsy, précédent chef de l'opposition, est interdit de retour au pays. La presse indépendante n'existe presque plus : le Cambodia Daily a été fermé en 2017, et le Phnom Penh Post a été vendu en mai 2018 à une entreprise proche du Premier ministre Hun Sen. En 2017 également, une trentaine de chaînes de radio, dont l'antenne locale de Radio Free Asia, ont été fermées par les autorités. Les journalistes travaillent dans un climat d'intimidations de la part du gouvernement. À la suite de la dissolution du principal parti d'opposition, l'Union européenne et les États-Unis ont suspendu l'aide pour l'organisation des élections, considérant que le scrutin « ne peut être considéré comme légitime ». L'ONG Human Rights Watch dénonce une parodie de démocratie et la partialité politique de la Commission nationale électorale.

## Mode de scrutin
L'Assemblée nationale est la chambre basse du parlement bicaméral du Cambodge. Elle est composée de 125 sièges (123 au précédentes élections) dont les membres sont élus pour cinq ans au scrutin proportionnel de liste dans vingt cinq circonscriptions de 1 à 18 sièges correspondants aux provinces cambodgiennes plus la capitale. Le scrutin se tient avec des listes fermées et les résultats en voix conduisent à une répartition des sièges sur la base du quotient de Hare et selon la méthode de la plus forte moyenne.

## Résultats
Les résultats préliminaires annoncés par la Commission électorale nationale (Cen) peu après le scrutin attribue 114 sièges au Parti du peuple, 6 au FUNCIPEC, et 5 à la Ligue pour la démocratie. Le 15 août, néanmoins, la Cen divulgue les résultats définitifs, dans lesquels le Parti du peuple remporte l'ensemble des sièges au parlement.  
|                           |                                         |           |       |        |               |  |  |  |  |
| Parti                     | Parti                                   | Votes     | %     | Sièges | +/–           |  |  |  |  |
|                           | Parti du peuple cambodgien              | 4 875 189 | 76,78 | 125    | 57            |  |  |  |  |
|                           | FUNCINPEC                               | 373 526   | 5,88  | 0      | en stagnation |  |  |  |  |
|                           | Ligue pour la démocratie                | 308 292   | 4,86  | 0      | en stagnation |  |  |  |  |
|                           | Parti khmer de la volonté               | 212 409   | 3,35  | 0      | Nv.           |  |  |  |  |
|                           | Parti national khmer uni                | 99 320    | 1,56  | 0      | Nv.           |  |  |  |  |
|                           | Parti de la démocratie populaire        | 70 291    | 1,11  | 0      | Nv.           |  |  |  |  |
|                           | Parti social démocrate de la ruche      | 55 912    | 0,88  | 0      | Nv.           |  |  |  |  |
|                           | Parti khmer anti pauvreté               | 55 404    | 0,87  | 0      | en stagnation |  |  |  |  |
|                           | Parti des khmer unis                    | 52 407    | 0,83  | 0      | Nv.           |  |  |  |  |
|                           | Parti de la nationalité cambodgienne    | 45 322    | 0,71  | 0      | en stagnation |  |  |  |  |
|                           | Parti khmer républicain                 | 41 530    | 0,65  | 0      | Nv.           |  |  |  |  |
|                           | Parti de la jeunesse cambodgienne       | 39 323    | 0,62  | 0      | Nv.           |  |  |  |  |
|                           | Parti dharmacracy                       | 29 121    | 0,46  | 0      | Nv.           |  |  |  |  |
|                           | Parti khmer du développement économique | 23 260    | 0,37  | 0      | en stagnation |  |  |  |  |
|                           | Parti khmer debout                      | 21 900    | 0,34  | 0      | Nv.           |  |  |  |  |
|                           | Parti ponleu thmey                      | 13 540    | 0,21  | 0      | Nv.           |  |  |  |  |
|                           | Parti de la démocratie indigène         | 10 409    | 0,16  | 0      | Nv.           |  |  |  |  |
|                           | Notre patrie                            | 9 141     | 0,14  | 0      | Nv.           |  |  |  |  |
|                           | Parti républicain démocrate             | 8 757     | 0,14  | 0      | en stagnation |  |  |  |  |
|                           | Parti reaksmey khemray                  | 4 336     | 0,07  | 0      | Nv.           |  |  |  |  |
|                           |                                         |           |       |        |               |  |  |  |  |
| Votes valides             | Votes valides                           | 6 349 389 | 91,41 |        |               |  |  |  |  |
| Votes blancs et invalides | Votes blancs et invalides               | 596 775   | 8,59  |        |               |  |  |  |  |
| Total                     | Total                                   | 6 946 164 | 100   | 125    | 2             |  |  |  |  |
| Abstention                | Abstention                              | 1 434 153 | 17,83 |        |               |  |  |  |  |
| Inscrits / participation  | Inscrits / participation                | 8 380 317 | 82,17 |        |               |  |  |  |  |

## Analyses

Résultats par circonscriptions.

Pour Sam Rainsy, exilé en France, « le régime a pris en otage tous les Cambodgiens ». Fort du soutien de Pékin, Hun Sen se soucie peu des critiques occidentales mais après cette victoire « à la soviétique » libère quelques opposants ayant sollicité un pardon royal.